# Пепелно
Пепелно (словен. Pepelno) — поселення в общині Целє, Савинський регіон, Словенія. 
Висота над рівнем моря: 331,3 м.